# 金城パーキングエリア
金城パーキングエリア（かなぎパーキングエリア）は、島根県浜田市金城町今福の浜田自動車道上にあるパーキングエリアである。

## 道路
- E74 浜田自動車道

## 施設

### 上り線（広島方面）
- 駐車場
  - 大型：5台
  - 小型：10台
- トイレ
  - 男性：大2（和式0・洋式2）、小3
  - 女性：5（和式1・洋式4）
  - 車椅子用：1
- 自動販売機（災害対応型自動販売機）
- バス停留所

### 下り線（浜田方面）
- 駐車場
  - 大型：5台
  - 小型：10台
- トイレ
  - 男性：大2（和式0・洋式2）、小3
  - 女性：5（和式1・洋式4）
  - 車椅子用：1
- 自動販売機（災害対応型自動販売機）
- バス停留所

※当PAが浜田自動車道最後のPAのため、下り線に「このパーキングエリアが高速道路最後のトイレです」の標識がある。また、益田方面に行く場合で、国道9号浜田道路を利用する場合は、道の駅ゆうひパーク浜田がある。

## バス停留所

### 停車する路線
| のりば | 愛称                                   | 運行会社             | 行先                                            | 備考   |
| ------ | -------------------------------------- | -------------------- | ----------------------------------------------- | ------ |
| 上り線 | 浜田道エクスプレス大阪号               | JRバス中国           | 大阪駅                                          |        |
| 上り線 | サラダエクスプレス・津和野エクスプレス | 阪神バス・石見交通   | 神戸三宮・大阪梅田（阪急三番街・ハービスOSAKA） | 夜行便 |
| 上り線 | いさりび号                             | JRバス中国・石見交通 | 大塚駅・広島BC・広島駅新幹線口                  |        |
| 下り線 | いさりび号                             | JRバス中国・石見交通 | 浜田駅                                          |        |

### バス停へのアクセス

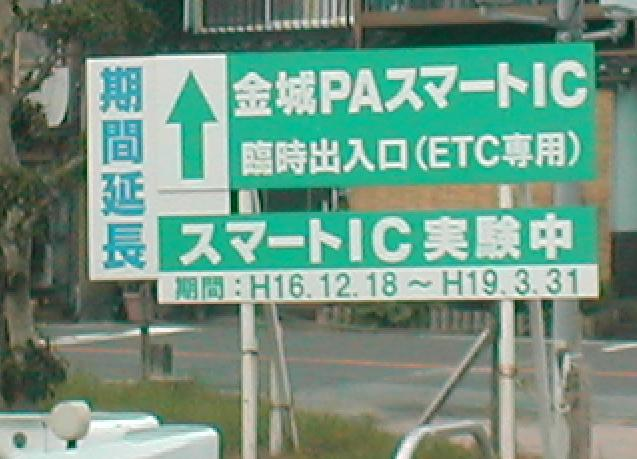
社会実験をしていたときの案内看板

- 石見交通 高速金城入口バス停

## スマートインターチェンジ
スマートICが上下線両方で設置されている。当初は中型車の牽引、大型車は通行できなかったが、大型車が利用できるようになったため、浜田市各地に看板やのぼりが立つようになった。
当初は社会実験の段階で、期間は2004年（平成16年）12月18日から2007年（平成17年）3月31日までの予定であったが、恒久化された。
ゲートの数は、出口、入口共に1つである。また、車長が12mを超える車は利用できない。

### 接続する道路
- 浜田市道側道今福上り線
- 浜田市道側道今福下り線

## 隣
E74 浜田自動車道
(3)旭IC/BS - (3-1)金城PA/BS/SIC - (3-2)浜田JCT - 浜田TB - (4)浜田IC